# Taro Tsujimoto
| Punch Imlach |  | Clarence Campbell |
| Punch Imlach |  | Clarence Campbell |

Taro Tsujimoto, japanska: ツジモト・タロウ; rōmaji: Tsujimoto Tarō, är en japansk fiktiv ishockeyspelare som valdes av Buffalo Sabres som nummer 183 i elfte rundan i 1974 års amatördraft i den nordamerikanska professionella ishockeyligan National Hockey League (NHL). Detta berodde på att Sabres dåvarande general manager Punch Imlach var oense med NHL och dess ledning, med Clarence Campbell i spetsen, om hur amatördrafterna borde skötas och hur långsamt och tradigt det gick att välja eftersom allt gjordes via telefon. En annan sak som Imlach reagerade på var att medlemsorganisationerna i NHL kunde fortsätta välja spelare efter den elfte rundan om de så ville. Draften för det året var totalt 25 rundor lång och 247 ishockeyspelare blev valda. Imlach ansåg att det var bara ett slöseri med tid och resurser eftersom möjligheten för dessa spelare att spela i NHL var princip noll. De enda som lyckades bli etablerade alternativt delvis etablerade i NHL var Dave Lumley, Warren Miller och Stefan Persson av de 58 som gick efter den elfte rundan. Att allt sköttes via telefon var dock medvetet drag från NHL:s sida i syfte att minska risken att den då konkurrerande professionella ishockeyligan World Hockey Association (WHA) kunde få nys om vilka juniorspelare som NHL:s medlemsorganisationer ville välja.
Imlach och Sabres marknadsföringschef Paul Wieland gick ihop och skapade en fiktiv ishockeyspelare i syfte att spela ett spratt med NHL och Campbell. Namnet Tsujimoto var egentligen ett namn på en japanskinspirerad butik som låg utmed delstatsmotorvägen New York State Route 16 mellan staden Buffalo i delstaten New York och delstatsgränsen mellan New York och Pennsylvania i söder. Imlachs sekreterare ringde upp butiksägaren Joshua Tsujimoto och frågade om lov att få använda dennes efternamn, sekreteraren sa dock inget om vad man skulle använda efternamnet till. Denne frågade också Tsujimoto om det fanns någon motsvarighet till Sabres på japanska samt om han kunde säga några japanska manliga förnamn. I maj 1974 valde Sabres och Imlach den japanske centerforwarden Taro Tsujimoto, född den 16 november 1954 i Osaka och spelande i det påhittade ishockeylaget Tokyo Katanas i den verkliga ishockeyligan Japan Ice Hockey League som nummer 183 i 1974 års NHL:s amatördraft. De fick till och med stava namnen för Campbell och ledningen så det blev rätt. NHL hade då nästintill ingen existerande talangscoutning i Asien och därför hade ligan ingen koll på vilka som spelade där och vilka klubbar. Tokyo som stad fick sitt första officiella ishockeylag tio år senare. Valet av spelare fick stor uppmärksamhet i media eftersom det hade aldrig tidigare skett att en japansk ishockeyspelare hade valts i NHL:s amatördraft. Journalister kunde dock inte lyckas spåra en Taro Tsujimoto och hittade inga spår om en ishockeyklubb med namnet Tokyo Katanas. De blev allt mer frågande med tiden som gick medan Imlach försökte förhala i syfte att se om NHL uppmärksammade att spelaren i fråga inte ens existerade. Till slut erkände Imlach, vid starten av försäsongen (september–oktober) till säsongen 1974–1975, att allt var en bluff. NHL och Campbell blev inte glada och ansåg att sånt här kunde bland annat skada ligans anseende för utomstående och framtida sponsorer och supportrar. Tsujimotos namn ströks från draftlistan och i all officiell publikationer från ligan själva, dock inte från Sabres sida där man fortfarande listar Tsujimoto i sina officiella publikationer.
Under NHL Entry Draft 1992 valdes den första japanske ishockeyspelaren någonsin, när Montreal Canadiens valde ishockeybacken Hiroyuki Miura i den elfte rundan som 260:e spelare totalt, han spelade dock aldrig i NHL. Men det gjorde den andra japanske ishockeyspelaren som blev draftad, det hände under NHL Entry Draft 2004 när Los Angeles Kings valde ishockeymålvakten Yutaka Fukufuji och det blev totalt fyra NHL-matcher, samtliga spelades under säsongen 2006–2007. Fukufuji är fortfarande den enda japanen som har spelat i ligan.
Taro Tsujimoto må inte ha existerat men har blivit både ett internskämt och en kultfigur för Buffalo Sabres och dess supportrar och namnet används fortfarande på merchandise. År 2011 släppte det italienska samlarbildstillverkaren Panini ett hockeykort om Taro Tsujimoto.